# Schwefelbrücke
| Schwefelbrücken blau markiert |
| Lawesson-Reagenz              |
| Natürliches (R,R)-Cystin      |
| Substituiertes Heptathiocan   |

Bei einer Schwefelbrücke handelt es sich um eine Atomgruppierung, bei der entweder ein, zwei oder mehr Schwefelatome in einer Alkylkette, einer ringförmigen organischen chemischen Verbindung oder als Brücke zwischen zwei beliebigen anderen Atomen enthalten sind.

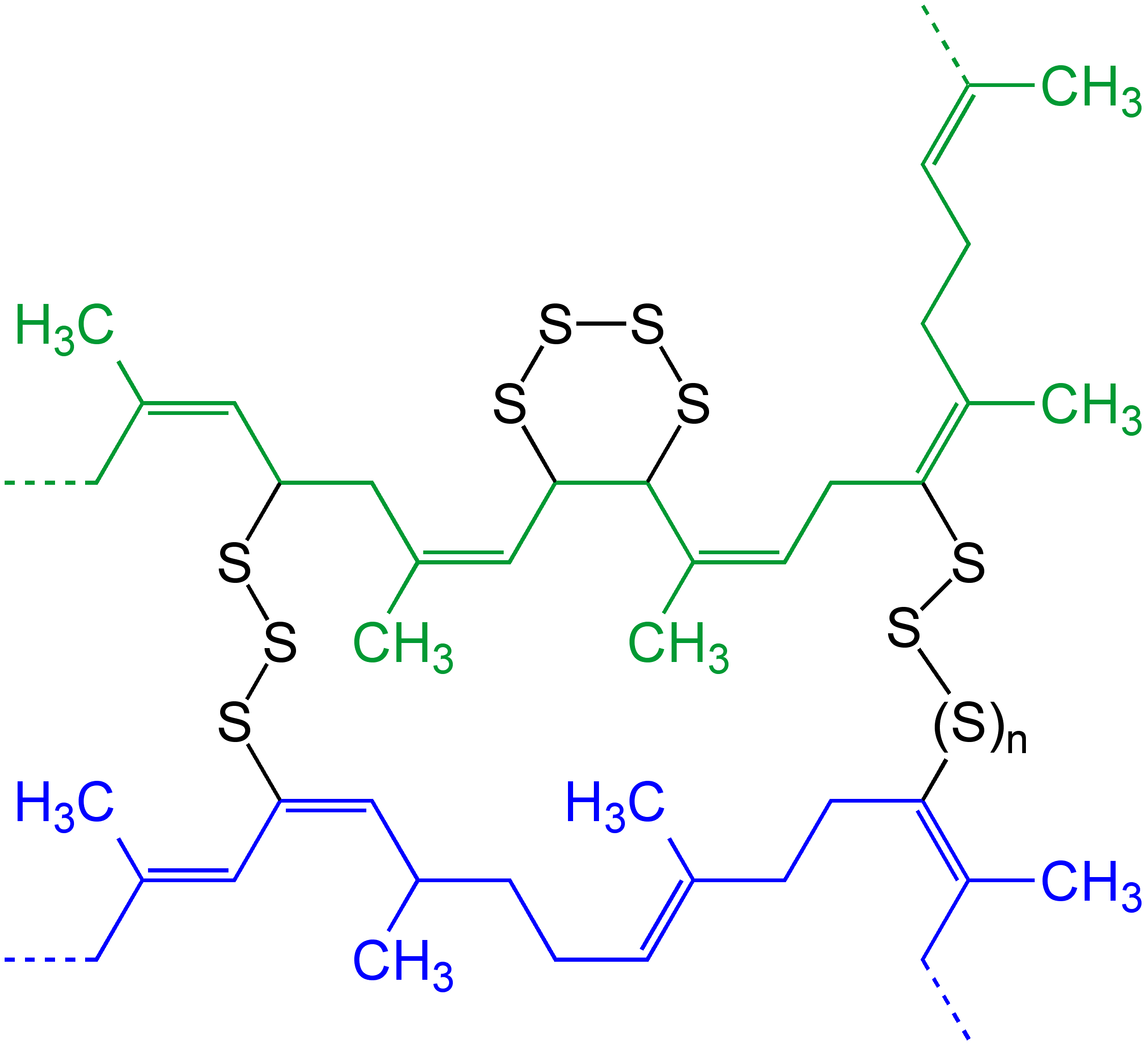
Schematische Präsentation von zwei Polyisoprenketten (blau und grün) nach der Vulkanisation mit Schwefel (n = 0, 1, 2, 3 …). Die Polyisoprenketten sind im Beispiel über zwei Schwefelbrücken miteinander verknüpft.

Schematische Präsentation von Disulfidbrücken in einem Proteinstrang (orange markiert) und zwischen zwei Proteinsträngen.

## Organische Verbindungen mit Schwefelbrücken
Stabile Verbindungen mit Schwefelbrücken kommen in der Natur recht häufig vor; so besitzen Thioether und das aus zwei Aminosäuren (Cystein) gebildete Cystin (ein Disulfid) dieses Strukturelement. Auch cyclische Verbindungen mit Schwefelbrücken sind bekannt und sind damit schwefelhaltige Heterocyclen.

### Vulkanisation
Die technisch wichtige Vernetzung von Naturkautschuk oder synthetischem Kautschuk ist unter der Bezeichnung Vulkanisation bekannt. Dabei werden unter Einwirkung von elementarem Schwefel oder anderen geeigneten Schwefelverbindungen Schwefelbrücken aus mehreren Schwefelatomen zwischen den Polymersträngen geknüpft. Das Polymer wird so vernetzt.

### Proteine
Schwefelbrücken spielen in der Biochemie eine sehr wichtige Rolle. Ketten von Proteinen und Peptiden werden durch Bildung von Disulfidbrücken verknüpft, dadurch entsteht eine Tertiärstruktur. Ein Beispiel ist Insulin. In den Amatoxinen liegen cyclische Peptide vor, welche durch ein Schwefelatom verbrückt sind.